# Kyūjitai
Kyūjitai, bogstaveligt "gammel skriftform" (shinjitai: 旧字体; kyūjitai: 舊字體), er de traditionelle former for kanji, de kinesiske skrifttegn, der benyttes på japansk. Deres forenklede modparter er shinjitai, "ny skriftform". Nogle af de forenklede tegn opstod århundreder siden, og var i hverdagsbrug i både Kina og Japan, men de blev anset for uelegant, selv grove. Efter 2. verdenskrig blev forenklede tegn gjort officiel i begge disse lande. Men i Japan blev færre og mindre drastiske forenklinger foretaget: f.eks. skrives "elektrisk" stadig som 電 i Japan, men er blevet forenklet til 电 på det kinesiske fastland. Forud for offentliggørelsen af Tōyō kanji-listen i 1947, blev kyūjitai kendt som seiji (正字, som betyder "rigtige/korrekte tegn") eller seijitai (正字體). Selv efter kyūjitai blev officielt markeret til at ophøre med indførelsen af Tōyō kanji-listen, blev de ofte brugt på tryk ind i 1950'erne på grund af logistiske forsinkelser i ændringen af typografiudstyr. Kyūjitai bruges stadig i dag, fordi da regeringen vedtog de forenklede skriftformer, lavede de ikke forbud mod de traditionelle skriftformer. Derfor bruges traditionelle skriftformer, når en forfatter ønsker at bruge de traditionelle skriftformer og udgiveren er enig.
I modsætning til i Folkerepublikken Kina, hvor alle personlige navne er ensartet forenklede, (i modsætning til Taiwan og Hongkong, hvor de traditionelle former stadig bruges), er kyūjitai stadig tolereret i personnavne i Japan (se listen over de traditionelle kanji, der tolereres i navne). Baseret på dette princip, kan kyūjitai og shinjitai-stavemåderne af historiske personer forstås på moderne japansk.

## Eksterne links
- A simple Shinjitai – Kyūjitai converter
- A practical Shinjitai – Kyūjitai – Simplified Chinese character converter Arkiveret 23. august 2014 hos  Wayback Machine
- A complex Shinjitai – Kyūjitai converter Arkiveret 4. februar 2009 hos  Wayback Machine
- A downloadable Shinjitai – Kyūjitai – Simplified Chinese character converter Arkiveret 10. februar 2009 hos  Wayback Machine

| Sprog | Spire Denne artikel om sprog er en spire som bør udbygges. Du er velkommen til at hjælpe Wikipedia ved at udvide den. |